# Pyrinia batifolata
Pyrinia batifolata är en fjärilsart som beskrevs av Charles Oberthür 1912. Pyrinia batifolata ingår i släktet Pyrinia och familjen mätare. Inga underarter finns listade.